# Laziomar
Lazio Regionale Marittima, abbreviata Laziomar, è una compagnia di navigazione che effettua trasporto navale di persone e merci tra la terraferma e le isole Ponziane.
È stata fondata ufficialmente il 14 febbraio 2011 a Roma dopo la cessione del ramo d'azienda della Caremar che si occupava dei collegamenti verso l'arcipelago pontino, entrando in servizio il 1º giugno dello stesso anno. La sede operativa è a Napoli presso il molo Angioino.

## La storia
Il 3 novembre 2009 il ministro dei trasporti Altero Matteoli ha firmato l'accordo per il passaggio della Caremar dallo Stato (veniva controllata tramite la Tirrenia di Navigazione) direttamente alla regione Campania; successivamente Caremar stessa ha ceduto il ramo pontino alla regione Lazio, che ha mantenuto la maggioranza dell'azionariato fino al 31 dicembre 2013.
Dal 15 gennaio 2014 la società è stata rilevata da un pool di compagnie di navigazione napoletane costituito da Snav, Medmar, Alilauro, Alilauro Gruson e AliCost.

## Flotta
| Tipologia  | Nome                       | Rotta                         | Velocità massima in nodi | Stazza (t.s.l.) | Capacità passeggeri | Capacità veicoli | Anno di costruzione | Cantiere e luogo di costruzione            | Note                                             |
| ---------- | -------------------------- | ----------------------------- | ------------------------ | --------------- | ------------------- | ---------------- | ------------------- | ------------------------------------------ | ------------------------------------------------ |
| Catamarano | Don Francesco              | Formia-Ponza Formia-Ventotene | 37                       | 2369            | 790                 | 58               | 2000                | A/S Fjellstrand Aluminium Yacht - Norvegia | Noleggiato da SNAV                               |
| Ferry      | Quirino                    | Formia-Ponza                  | 18                       | 1571            | 565                 | 60               | 1979                | Cantieri Navali Orlando - Livorno          | Noleggiato dalla Medmar                          |
| Ferry      | Tetide                     | Formia-Ponza Formia-Ventotene | 18                       | 1571            | 565                 | 60               | 1989                | Cantieri Navali Pellestrina - Venezia      |                                                  |
| Ro-Pax     | Tourist Ferry Boat Secondo | Formia-Ventotene-Ponza        | 13                       | 586             | 193                 | 75               | 1969                | Geomar Hellenic Shipyard - Perana          | Noleggiato dalla Medmar                          |
| Monocarena | Agostino Lauro Jet         | Anzio-Ponza                   | 30                       | 415             | 320                 | 0                | 2007                | Rodriquez Cantieri Navali - Messina        | Noleggiato da Alilauro a lungo termine dal 2016. |
| Monocarena | Laura                      | Formia -Ventotene             | 30                       | 254             | 210                 | 0                | 2009                | Air Naval - Torre Annunziata               |                                                  |
| Aliscafo   | SNAV Rigel                 | Formia-Ponza                  | 40                       | 194             | 220                 | 0                | 2005                | Rodriquez di Messina                       | Noleggiato da SNAV                               |

## Flotta del passato
| Nome            | Anno di costruzione | Anni di servizio per Laziomar | Cantiere e luogo di costruzione                                     | Tipologia          | Stazza (t.s.l.) | Velocità di crociera in nodi | Capacità passeggeri | Capacità veicoli | Note                                                                      |
| --------------- | ------------------- | ----------------------------- | ------------------------------------------------------------------- | ------------------ | --------------- | ---------------------------- | ------------------- | ---------------- | ------------------------------------------------------------------------- |
| Alnilam         | 1986                | 2012-2013                     | Rodriquez Cantieri Navali - Messina                                 | Aliscafo RHS 160/F | 224             | 34                           | 210                 | N.D.             | Venduto nel 2013 a Snav e a Caremar col nome di Shaula, demolito a Napoli |
| Teseo           | 1965                | 2015-2021                     | Hatlo Verksted A/S - Ulsteinvik - Norvegia                          | Traghetto          | 319             | 11                           | 400                 | 29               | Venduto in Libia nel 2021.                                                |
| Tommy           | 1987                | 2020-2022                     | Rodriquez Cantieri Navali - Messina                                 | Aliscafo RHS 160/F | 224             | 34                           | 210                 | N.D.             | Noleggiato a più riprese da Alicost in sostituzione di vari mezzi veloci. |
| Maria Maddalena | 1955                | 2014-2023                     | Christensens Staalskibsværft A/S - Marstal, Danimarca               | Traghetto          | 298             | 12                           | 300                 | 20               | Ritornata in SNAP.                                                        |
| Carloforte      | 1973                | 2014-2023                     | B.V. Scheepswerf & Gashouderbouw - Hendrik-Ido-Ambacht, Paesi Bassi | Traghetto          | 492             | 11                           | 350                 | 40               | Ritornato in SNAP per trasporto merci sulla Napoli - Capri.               |
| Monte Gargano   | 1989                | 2012-2024                     | Rodriquez Cantieri Navali - Messina                                 | Aliscafo RHS 160/F | 224             | 35                           | 210                 | N.D              | Demolito a Dicembre 2024 a Napoli                                         |

## Rotte
| Tratta              | Distanza in miglia nautiche | Tempo di percorrenza | Tempo di percorrenza | Tempo di percorrenza | Note |
| Tratta              | Distanza in miglia nautiche | Traghetto            | Aliscafo             | Monocarena           | Note |
| ------------------- | --------------------------- | -------------------- | -------------------- | -------------------- | --- |
| Formia-Ponza        | 36,8                        | 2 h 40 min           | 1 h 15 min           | 1 h 30 min           | Tratta effettuata tutto l'anno |
| Formia-Ventotene    | 28,3                        | 2 h 5 min            | 55 min               | 1 h 5 min            | Tratta effettuata tutto l'anno |
| Anzio-Ponza         | 37,5                        | N.D.                 | N.D.                 | 1 h 30 min           | Tratta effettuata solo durante il periodo estivo                                                                                           |
| Terracina-Ponza     | 26,6                        | 2 h 30 min           | N.D.                 | N.D.                 | Tratta effettuata durante il periodo estivo (passeggeri e commerciale), durante il periodo invernale (solo commerciale)                    |
| Ponza-Ventotene     | 22                          | N.D.                 | 45 min               | 45 min               | Tratta effettuata solo in caso emergenza                                                                                                   |
| Terracina-Ventotene | 29                          | 2 h 45 min           | N.D.                 | N.D.                 | Tratta effettuata in inverno un giorno a settimana (solo commerciale) Tratta effettuata in estate a cadenza giornaliera (solo commerciale) |